# Tony Shafrazi
Tony Shafrazi est un artiste et galeriste américain d'origine iranienne.
En 1974, il se fait connaître par un coup d'éclat. Afin de protester contre le Massacre de Mỹ Lai, il peint à la bombe les mots « Kill Lies All » sur le célèbre Guernica de Pablo Picasso, alors conservé au MoMA de New York (depuis 1939). Le tableau était protégé par un vernis et la peinture a pu être ôtée sans dommages.
Par la suite, Shafrazi est devenu un marchand d'art respecté. Sa galerie à SoHo a accompagné les débuts d'artistes associés au graffiti tels que Keith Haring (dont il organise la première exposition en 1982) et Kenny Scharf. En septembre-octobre 1985, avec Bruno Bischofberger, il organise à New York, 163 Mercer Street, l'exposition Warhol-Basquiat Paintings, qualifiée d'exposition phrase des années 1980.
Il a aussi exposé Hervé et Richard Di Rosa, en 1984, et les Frères Ripoulin, un collectif d'artistes français, en 1985. Dans les années 90 la galerie située Wooster street organise des expositions d'artistes américains Donald Baechler,Samuel Spieler Jean Michel Basquiat, Brian Clarke, du Français Jean-Charles Blais, Emilio Mortini, et aussi des photographies de Dennis Hopper.
Sa galerie a par la suite déménagé à Chelsea. Il est également le représentant du « Francis Bacon Estate » aux États-Unis.